# Дивина оголена
Дивина оголена (Verbascum glabratum) — вид квіткових рослин родини ранникових (Scrophulariaceae).

## Біоморфологічна характеристика
Це багаторічна рослина. Рослина 40–120 см. Нижні листки широко-овально-серцеподібні, велико- та двічі зубчасті чи зазубрені, надрізано-зубчасті до основи. Суцвіття гіллясте. Віночок 16–22 мм у діаметрі.

## Поширення
Албанія, Болгарія, Греція, Румунія, Україна, Сербія.
В Україні вид зростає на вапнякових схилах та скелях, у буково-дубових лісах — Закарпатська обл., с. Ділове, рідко.